# 山本悟 (実業家)
山本 悟（やまもと さとる、1958年6月14日 - ）は、日本の実業家。埼玉県出身。住友ゴム工業株式会社代表取締役社長。一般社団法人日本自動車タイヤ協会会長。タイヤ公正取引協議会会長。

## 人物・経歴
埼玉県出身。海城高等学校卒業。1982年上智大学経済学部卒業。同年4月住友ゴム工業株式会社に入社。同社タイヤ営業本部販売部長、執行役員、ダンロップタイヤ営業本部長、取締役常務執行役員、アジア・大洋州本部長等を歴任。2019年同社代表取締役社長に就任。
一般社団法人日本自動車タイヤ協会副会長を経て同会会長、タイヤ公正取引協議会副会長を経て同会会長を務める。
上智大学在学中は剣道部に所属。剣道で磨いた｢間合い｣を生かして、販売会社時代に厳しい商談をしのぎ、取引先の信頼を獲得。